# Libera Università Mediterranea

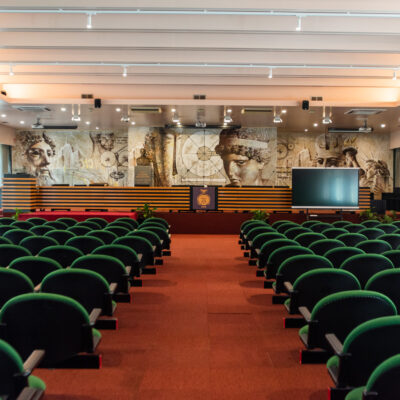
Aula magna Università LUM - Sede Rettorato Casamassima

La Libera Università Mediterranea (LUM "Giuseppe Degennaro"; sino ad agosto 2020 LUM "Jean Monnet") è un ateneo universitario privato promosso dall'associazione per la libera università mediterranea e dalla fondazione "Caterina Degennaro", nata nel 1995 a opera di Giuseppe Degennaro. La sede dell'università si trova a Casamassima, nella città metropolitana di Bari presso il complesso commerciale e direzionale "il Baricentro".

## Storia
L'ateneo è stato istituito con decreto ministeriale nel 1999, mentre lo statuto e il regolamento didattico sono stati approvati dal Ministero dell'istruzione, dell'università e della ricerca il 10 aprile 2000, con la costituzione delle facoltà di economia e giurisprudenza. Il rettore è Antonello Garzoni.

### I primi anni e il riconoscimento europeo
Nel 1996, l'Università LUM ottiene il riconoscimento dalla Commissione Europea, tramite l'Action Jean Monnet, come sede di cattedre e corsi orientati alla diffusione della cultura dell'integrazione europea. Questo rappresenta un primo importante passo verso la costruzione di una reputazione di eccellenza accademica. A partire da quegli anni, il corpo docente si arricchisce di personalità autorevoli che contribuiscono al consolidamento dell'università come punto di riferimento per la formazione di alto livello, soprattutto per coloro che desiderano un rapido ingresso nel mondo del lavoro.

### Sviluppo e consolidamento
Nel 2000, l'Università LUM inizia a strutturarsi in modo concreto, con l'intento di offrire percorsi formativi in grado di rispondere alle esigenze del mercato del lavoro, diventando così un'opportunità di formazione per i giovani talenti del territorio, evitando loro la necessità di emigrare per motivi professionali.
Nel 2004, viene istituita la School of Management, che propone una serie di master post-laurea tra cui il Master in General Management (MIGEM), il Master in Marketing & Retail Management (MIREM), e il Master in Accounting & Control (MAC), quest'ultimo in collaborazione con PricewaterhouseCoopers. L'offerta si amplia ulteriormente con l'attivazione del Dottorato Internazionale in Economia e Management delle Risorse Naturali (2008), un progetto di ricerca congiunta con università internazionali, che promuove la sostenibilità aziendale, in particolare nel settore delle risorse naturali.
La School of Management nel 2017 adotta un nuovo brand, un proprio Statuto e un Piano Strategico, dando inizio a un percorso che la porterà a diventare la più grande e affermata istituzione per la formazione post-lauream del Sud Italia. La School of Management include anche la School of Law, la divisione per l'Alta Formazione giuridica, che si distingue come una scuola di pensiero influente a livello locale e nazionale, anticipando le tendenze al cambiamento e rispondendo ai fabbisogni dei settori. Con sette sedi, tra cui il prestigioso Campus di Milano situato nella storica Villa Clerici, la Scuola sviluppa percorsi formativi di respiro internazionale, in particolare attraverso la School of International Studies.

### Innovazione e cambiamenti
Nel 2017, nasce Lum Enterprise, uno spin-off dell'università, con l'obiettivo di supportare la digitalizzazione delle imprese e migliorarne la competitività attraverso l'implementazione di modelli di business basati sulle nuove tecnologie. Insieme al K-HUB, acceleratore d'impresa dell'ateneo, Lum Enterprise contribuisce a rafforzare la vocazione imprenditoriale dell'Università, promuovendo la sinergia tra mondo accademico e mondo del lavoro.
Nel 2020, l'Università LUM subisce un importante processo di rinnovamento, che include la modifica del nome dell'ateneo da "Jean Monnet" a "Giuseppe Degennaro", e una revisione dello Statuto. Questo processo di trasformazione segna l'inizio di una nuova fase per l'istituzione, con l'introduzione di una nuova governance e la ristrutturazione delle facoltà in dipartimenti. La riforma porta anche alla creazione di un sistema di assicurazione della qualità e a una maggiore centralità degli studenti negli organi di governo dell'ateneo.
Oggi, l'Università LUM ha ampliato significativamente la sua offerta formativa, rispondendo alle esigenze di un mercato del lavoro in continua evoluzione. Nel mese di luglio 2021 viene presentato il nuovo Corso di Laurea in Medicina e Chirurgia, nato dalla sinergia con l’Ospedale Miulli, che rappresenta un passo fondamentale nel rafforzamento dell'offerta accademica dell’ateneo. Questo nuovo corso si inserisce in una visione orientata verso la sanità del futuro, in cui la formazione dei medici e dei professionisti sanitari diventa un investimento cruciale per migliorare la qualità della vita e garantire un sistema sanitario pubblico sempre più efficiente.

### Il nuovo Campus LUM e lo studentato
Nel 2022 sorge a Casamassima il nuovo campus della LUM, progettato come una struttura innovativa e sostenibile esteso su 11 piani per un totale di 24.000 metri quadrati. Il campus è concepito per favorire scambi di esperienze e rispondere alle esigenze di un'istruzione che integra sempre più la multimedialità.
Oltre alle tradizionali aule e laboratori, la struttura include spazi dedicati al confronto e alla condivisione, laboratori per l’imprenditorialità e l’innovazione, servizi per gli studenti e aree destinate a facilitare il networking con imprese e istituzioni. Il progetto riprende il disegno originario dell’immobile "Torre CariPuglia", realizzato dall’architetto Aldo Rossi, incorporando elementi strutturali che richiamano la tradizione e la cultura del territorio.
Inoltre, il progetto prevede la realizzazione di uno studentato per gli studenti LUM, finanziato con fondi FSC, che offrirà alloggi di qualità e spazi che favoriranno la vita comunitaria e il supporto reciproco tra gli studenti.

## Struttura
L'università è articolata nelle seguenti strutture:
- Dipartimento di Management, Finanza e Tecnologia
- Dipartimento di Scienze giuridiche dell'impresa
- Dipartimento di Medicina e Chirurgia
- Dipartimento di Ingegneria
- LUM School of Management
- LUM School of Law (divisione per l'Alta Formazione giuridica)
- LUM School of International Studies (per corsi internazionali e formazione globale)
- LUM Salesforce Academy
- LUM School of Italian for Foreigners

## LUM School of Management
La LUM School of Management è una scuola di management e formazione manageriale, parte integrante dell'Università LUM. Fondata con l'obiettivo di promuovere la cultura manageriale e la responsabilità aziendale, la scuola si prefigge di favorire lo sviluppo sostenibile dei territori e delle comunità, supportando imprenditori e professionisti nell’innovazione aziendale e nella gestione dei cambiamenti organizzativi.

### Offerta formativa
La LUM School of Management propone una vasta gamma di programmi formativi, articolati in diverse divisioni specializzate, tra cui:
- Divisione Imprese
- Divisione Digital Transformation
- Divisione Tourism & Hospitality
- Divisione Banking & Finance
- Divisione Executive Education (EMBA/MBA)
- Divisione Sanità
- Divisione Pubblica Amministrazione
- Divisione Politiche Sociali e Welfare
- Divisione School of Law
- Divisione School of Health

Queste divisioni offrono master di I e II livello, corsi di alta formazione ed executive master focalizzati su temi specifici e settori emergenti, con l'obiettivo di formare professionisti in grado di affrontare le sfide moderne con approcci innovativi e di frontiera.

## Controversie
Negli anni duemiladieci alcuni docenti dell'Ateneo sono stati coinvolti in un'inchiesta della Procura della Repubblica di Bari denominata Do ut des riguardante presunte irregolarità nei concorsi pubblici per professori ordinari. La stessa indagine, che complessivamente ha riguardato trentacinque docenti, ha visti coinvolti anche insegnanti di altre Università: l'Università degli Studi di Bari Aldo Moro, l'Università degli Studi di Sassari, l'Università della Valle d'Aosta, l'Università degli Studi di Milano-Bicocca, l'Università degli Studi di Trento, l'Università degli Studi Roma Tre e l'Università Europea di Roma.